# Disfagija
Disfagija je otežano gutanje. Disfagija može biti posljedica bolesti usta, ždrijela ili jednjaka (kao što su npr. tumori, upale).
Otežno gutanje može se javiti na samom početku gutanja što se naziva orofaringealna disfagija ili nekoliko sekundi nakon početka gutanja, što se naziva ezofagealna disfagija.
Disfagiju treba razlikovati od odinofagije, bolnog gutanja. Disfagija i odinofagija mogu se javljati istovremeno. 